# North American T-6 Texan
North American Aviation T-6 Texan je bilo enomotorno propelersko šolsko vojaško letalo ameriškega proizvajalca North American Aviation. Veliko se je uporabljal med 2. svetovno vojno za treniranje pilotov letalskih sil ameriške kopenske vojske (USAAF), Ameriške mornarice, Kraljevih letalskih sil (RAF) in letalskih sil drugih zaveznikov. USAAC in USAAF oznaka je bila AT-6, oznaka ameriške mornarice je bila SNJ, britanska oznaka pa Harvard, po letu 1962 pa T-6. Letalo je zelo popularno na letalskih mitingih.

## Tehnične specifikacije (T-6G)
Podatki iz Jane’s Fighting Aircraft of World War II
Splošne karakteristike
- Posadka: 2 (pilot in inštruktor)
- Dolžina: 29 ft (8,84 m)
- Razpon kril: 42 ft (12,81 m)
- Višina: 11 ft 8 in (3,57 m)
- Površina kril: 253,7 ft² (23,6 m²)
- Teža praznega letala: 4158 lb (1886 kg)
- Naložena teža: 5617 lb (2548 kg)
- Pogon letala: 1 ×  zvezdasti motor Pratt & Whitney R-1340-AN-1 Wasp, 600 KM (450 kW)

 Zmogljivost 
- Maks. hitrost: 208 mph na 5000 ft (335 km/h na 1500 m)
- Potovalna hitrost: 145 mph (233 km/h)
- Doseg: 730 milj (1175 km)
- Višina leta: 24200 ft (7400 m)
- Hitrost vzpenjanja: 1200ft/min (6,1 m/s)
- Obremenitev kril: 22,2 lb/ft² (108 kg/m²)
- Razmerje moč/teža: 0,11 KM/lb (kW/kg)

Oborožitev

- Do 3× 0,30 in (7,62 mm) strojnice